# Résonance magnétique détectée électriquement
 (avril 2023).
La mise en forme du texte ne suit pas les recommandations de Wikipédia : il faut le « wikifier ».
Les points d'amélioration suivants sont les cas les plus fréquents. Le détail des points à revoir est peut-être précisé sur la page de discussion.
- Les titres sont pré-formatés par le logiciel. Ils ne sont ni en capitales, ni en gras.
- Le texte ne doit pas être écrit en capitales (les noms de famille non plus), ni en gras, ni en italique, ni en « petit »…
- Le gras n'est utilisé que pour surligner le titre de l'article dans l'introduction, une seule fois.
- L'italique est rarement utilisé : mots en langue étrangère, titres d'œuvres, noms de bateaux, etc.
- Les citations ne sont pas en italique mais en corps de texte normal. Elles sont entourées par des guillemets français : « et ».
- Les listes à puces sont à éviter, des paragraphes rédigés étant largement préférés. Les tableaux sont à réserver à la présentation de données structurées (résultats, etc.).
- Les appels de note de bas de page (petits chiffres en exposant, introduits par l'outil «  Source ») sont à placer entre la fin de phrase et le point final[comme ça].
- Les liens internes (vers d'autres articles de Wikipédia) sont à choisir avec parcimonie. Créez des liens vers des articles approfondissant le sujet. Les termes génériques sans rapport avec le sujet sont à éviter, ainsi que les répétitions de liens vers un même terme.
- Les liens externes sont à placer uniquement dans une section « Liens externes », à la fin de l'article. Ces liens sont à choisir avec parcimonie suivant les règles définies. Si un lien sert de source à l'article, son insertion dans le texte est à faire par les notes de bas de page.
- La présentation des références doit suivre les conventions bibliographiques. Il est recommandé d'utiliser les modèles {{Ouvrage}}, {{Chapitre}}, {{Article}}, {{Lien web}} et/ou {{Bibliographie}}. Le mode d'édition visuel peut mettre en forme automatiquement les références.
- Insérer une infobox (cadre d'informations à droite) n'est pas obligatoire pour parachever la mise en page.

Pour une aide détaillée, merci de consulter Aide:Wikification.
Si vous pensez que ces points ont été résolus, vous pouvez retirer ce bandeau et améliorer la mise en forme d'un autre article.
 (juin 2024).
La résonance magnétique détectée électriquement ( EDMR ) est une technique de caractérisation des matériaux qui améliore la résonance de spin électronique. Il s'agit de mesurer le changement de résistance électrique d'un échantillon lorsqu'il est exposé à certaines fréquences micro-ondes. Il peut être utilisé pour identifier de très petits nombres (jusqu'à quelques centaines d'atomes) d'impuretés dans les semi-conducteurs.

## Aperçu de la technique

Un aperçu de la structure de bande (niveau d'énergie) du mécanisme EDMR. Une impureté donneuse (P) se trouve juste en dessous de la bande de conduction (C). Un accepteur (R) se trouve entre le donneur et la bande de valence et fournit une voie de recombinaison pour que l'électron donneur (petit cercle bleu) se recombine avec un trou dans la bande de valence (V). Un photon (γ) d'une fréquence spécifique peut retourner des spins contre le champ magnétique (B).

Pour effectuer une expérience EDMR pulsée, le système est d'abord initialisé en le plaçant dans un champ magnétique. Ceci oriente les spins des électrons occupant le donneur et l'accepteur dans la direction du champ magnétique. Pour étudier le donneur, on applique une impulsion micro-onde ("γ" dans le schéma) à une fréquence de résonance du donneur. Cela inverse le spin de l'électron sur le donneur. L'électron donneur peut alors se désintégrer à l'état d'énergie de l'accepteur (il était interdit de le faire avant qu'il ne soit retourné en raison du principe d'exclusion de Pauli) et de là à la bande de valence, où il se recombine avec un trou. Avec plus de recombinaison, il y aura moins d'électrons de conduction dans la bande de conduction et une augmentation correspondante de la résistance, qui peut être directement mesurée. La lumière au-dessus de la bande interdite est utilisée tout au long de l'expérience pour s'assurer qu'il y a beaucoup d'électrons dans la bande de conduction.
En balayant la fréquence de l'impulsion micro-onde, nous pouvons trouver quelles fréquences résonnent, et avec la connaissance de la force du champ magnétique, nous pouvons identifier les niveaux d'énergie du donneur à partir de la fréquence de résonance et de la connaissance de l'effet Zeeman. Les niveaux d'énergie du donneur agissent comme une « empreinte digitale » par laquelle nous pouvons identifier le donneur et son environnement électronique local. En modifiant légèrement la fréquence, nous pouvons étudier l'accepteur à la place.

## Développements récents
L'EDMR a été testé sur un seul électron d'une boîte quantique.  Des mesures de moins de 100 donneurs  et des analyses théoriques d'une telle mesure ont été publiées, s'appuyant sur le défaut d'interface P b pour agir comme accepteur,.